# شخدبيات
الشُخدبيات أو فوق عائلة بيثولويديا (الاسم العلمي: Chrysidoidea)، هي مجموعة عالمية كبيرة جدًا (تضم حوالي 6000 نوعًا موصوفًا، والعديد من الأنواع الأخرى غير الموصوفة)، بما في ذلك العديد من الدبابير الشبه الطفيلية أو الطفيلية. هناك ثلاث فصائل كبيرة شائعة (الطيريات، الشخادب، ودبابير البلوط) وأربع فصائل صغيرة نادرة (امبوليميات، الدبابير الريشية "Plumariidae"، متقوسات صلبة وذوات الثنن الروائسية). معظم الأنواع صغيرة (7 مم أو أقل)، لا تتجاوز أبدًا 15 مم.